# توکای تیره
توکای تیره (نام علمی: Turdus eunomus) یکی از اعضای خانواده توکایان است که به سمت شرق از سیبری مرکزی تا کامچاتکا در زمستان تا ژاپن، چین جنوبی و میانمار زادآوری می‌کند. ارتباط نزدیکی با توکای پهلوحنایی دارد. این دو اغلب به عنوان هم‌گونه در نظر گرفته شده‌اند. نام علمی از واژهٔ لاتین Turdus، «توکا» و واژهٔ یونان باستان eunomos، «منظم» گرفته شده‌است.
این یک توکای متوسط اما تنومند است که در ساختار یک توکای پشت‌بلوطی کوچک را به یاد می‌آورد. زیربال قهوه‌ای سرخ‌فام است و نوار ابرویی کم‌رنگ وجود دارد.
توکای تیره دارای پشت و دمگاه قهوه‌ای تیره است. لکه‌های صورت، سینه و پهلو سیاه و شکم و زیر دم سفید است. توکای پهلوحنایی در مقایسه، دارای پشت و سر قهوه‌ای کم‌رنگ‌تر است. صورت، سینه، خالهای پهلو و دمگاه قرمز و شکم و زیر دم سفید است.
ماده تقریباً شبیه به نر است، اما نابالغ‌ها الگوی ضعیف‌تری دارند.
توکای تیره نر دارای یک آواز ساده یا سوت‌دار است که شبیه به توکای پهلوسرخ است. دیدگاه‌هایی وجود دارد مبنی بر اینکه آواز توکای تیره و پهلوحنایی متفاوت است.

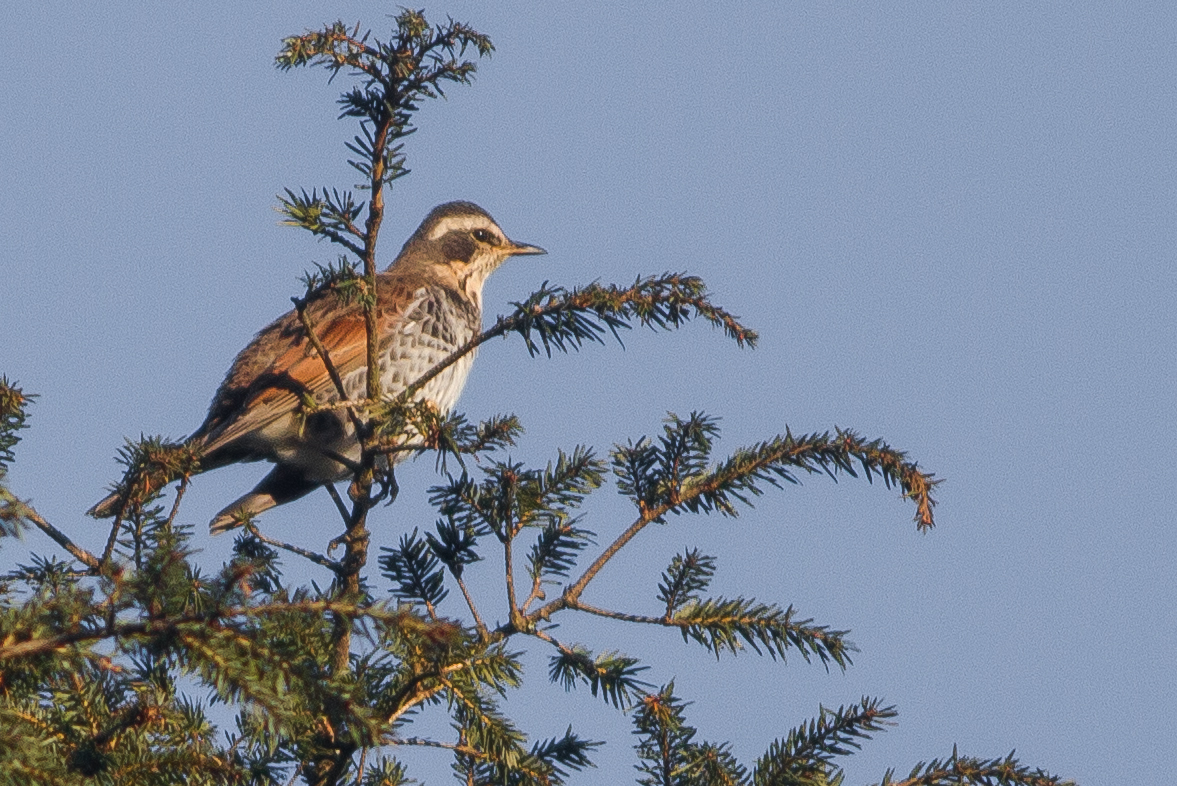
از پناهگاه حیات وحش سنچال، دارجلینگ، هند